# Chaerilus pulcherrimus
Espèce
Chaerilus pulcherrimus est une espèce de scorpions de la famille des Chaerilidae.

## Distribution
Cette espèce est endémique de la province de Champassak au Laos.

## Description
Le mâle holotype mesure 18,80 mm et la femelle paratype 16,39 mm.

## Publication originale
- Kovarík, Lowe, Stockmann & Šťáhlavský, 2020 : « Two new Chaerilus from Thailand and Laos (Scorpiones: Chaerilidae). » Euscorpius, no 314, p. 1–20 (texte intégral).